# La Daguenière
La Daguenière és un municipi delegat francès, situat al departament de Maine i Loira i a la regió de País del Loira. L'any 2007 tenia 1.289 habitants. L'1 de gener es va fusionar amb el municipi nou de Loire-Authion.

## Demografia

### Població
El 2007 la població de fet de La Daguenière era de 1.289 persones. Hi havia 468 famílies de les quals 108 eren unipersonals (40 homes vivint sols i 68 dones vivint soles), 124 parelles sense fills, 212 parelles amb fills i 24 famílies monoparentals amb fills.
La població ha evolucionat segons el següent gràfic:
Habitants censats

### Habitatges
El 2007 hi havia 511 habitatges, 479 eren l'habitatge principal de la família, 15 eren segones residències i 17 estaven desocupats. 498 eren cases i 11 eren apartaments. Dels 479 habitatges principals, 396 estaven ocupats pels seus propietaris, 77 estaven llogats i ocupats pels llogaters i 6 estaven cedits a títol gratuït; 20 tenien dues cambres, 58 en tenien tres, 97 en tenien quatre i 304 en tenien cinc o més. 361 habitatges disposaven pel capbaix d'una plaça de pàrquing. A 188 habitatges hi havia un automòbil i a 266 n'hi havia dos o més.

### Piràmide de població
La piràmide de població per edats i sexe el 2009 era:
| Homes | Edats   | Dones |
| ----- | ------- | ----- |
| 0     | 95 o +  | 0     |
| 4     | 90 a 94 | 4     |
| 8     | 85 a 89 | 8     |
| 4     | 80 a 84 | 0     |
| 12    | 75 a 79 | 12    |
| 24    | 70 a 74 | 28    |
| 20    | 65 a 69 | 4     |
| 16    | 60 a 64 | 32    |
| 24    | 55 a 59 | 20    |
| 64    | 50 a 54 | 32    |
| 48    | 45 a 49 | 52    |
| 60    | 40 a 44 | 52    |
| 52    | 35 a 39 | 76    |
| 32    | 30 a 34 | 40    |
| 24    | 25 a 29 | 28    |
| 40    | 20 a 24 | 28    |
| 44    | 15 a 19 | 64    |
| 44    | 10 a 14 | 32    |
| 40    | 5 a 9   | 44    |
| 48    | 0 a 4   | 52    |

## Economia
El 2007 la població en edat de treballar era de 860 persones, 650 eren actives i 210 eren inactives. De les 650 persones actives 608 estaven ocupades (317 homes i 291 dones) i 42 estaven aturades (18 homes i 24 dones). De les 210 persones inactives 83 estaven jubilades, 85 estaven estudiant i 42 estaven classificades com a «altres inactius».

### Ingressos
El 2009 a La Daguenière hi havia 486 unitats fiscals que integraven 1.309 persones, la mediana anual d'ingressos fiscals per persona era de 19.819 €.

### Activitats econòmiques
Dels 44 establiments que hi havia el 2007, 1 era d'una empresa extractiva, 1 d'una empresa alimentària, 6 d'empreses de fabricació d'altres productes industrials, 6 d'empreses de construcció, 9 d'empreses de comerç i reparació d'automòbils, 3 d'empreses de transport, 2 d'empreses d'hostatgeria i restauració, 1 d'una empresa d'informació i comunicació, 2 d'empreses immobiliàries, 4 d'empreses de serveis, 3 d'entitats de l'administració pública i 6 d'empreses classificades com a «altres activitats de serveis».
Dels 12 establiments de servei als particulars que hi havia el 2009, 1 era una oficina de correu, 1 taller de reparació d'automòbils i de material agrícola, 1 guixaire pintor, 2 fusteries, 2 lampisteries, 1 perruqueria, 1 restaurant, 1 agència immobiliària i 2 salons de bellesa.
L'únic establiment comercial que hi havia el 2009 era una fleca.
L'any 2000 a La Daguenière hi havia 14 explotacions agrícoles que ocupaven un total de 820 hectàrees.

## Equipaments sanitaris i escolars
El 2009 hi havia una escola elemental.

## Poblacions més properes
El següent diagrama mostra les poblacions més properes.